# Bank of Uganda
Die Bank of Uganda (Swahili: Benki Kuu ya Uganda) ist die Zentralbank von Uganda. Die Bank wurde 1966 per Gesetz des Parlaments gegründet und befindet sich zu 100 % im Besitz der Regierung, ist jedoch keine Regierungsbehörde. Der Hauptsitz der Bank befindet sich in Kampala. Im Juni 2019 beschäftigte die Bank 1.066 Mitarbeiter.

## Struktur
Der Verwaltungsrat der Bank of Uganda ist das oberste politische Entscheidungsgremium der Bank. Den Vorsitz führt der Gouverneur oder in seiner Abwesenheit der stellvertretende Gouverneur.
Die Aufgaben und Befugnisse des Verwaltungsrats sind im Bank of Uganda Act festgelegt. Dieses Gesetz macht den Vorstand für die allgemeine Führung der Geschäfte der Bank verantwortlich. Der Verwaltungsrat formuliert Richtlinien und stellt sicher, dass alle von der Bank gemäß der Satzung zu erledigenden Aufgaben wahrgenommen werden.
Der Präsident von Uganda ernennt sowohl den Gouverneur als auch den stellvertretenden Gouverneur auf Anraten des Kabinetts für erneuerbare Amtszeiten von fünf Jahren. Weitere Vorstandsmitglieder (nicht weniger als vier und nicht mehr als sechs) werden vom Finanzminister für eine verlängerbare Amtszeit von drei Jahren ernannt. Der Sekretär der Schatzkammer ist von Amts wegen Vorstandsmitglied.